# فوسا (کومونه)
فوسا (به ایتالیایی: Fossa) یک کومونه در ایتالیا است که در استان لاکویلا واقع شده‌است. فوسا ۸ کیلومتر مربع مساحت و ۷۰۴ نفر جمعیت دارد و ۶۴۴ متر بالاتر از سطح دریا واقع شده‌است.
فوسا (Fossa) که در ناحیه آبروتزو (Abruzzo) در مرکز ایتالیا واقع شده است، یک روستای کوچک تاریخی با ویژگی‌های طبیعی و فرهنگی قابل‌توجه است. این شهر کوچک از دیدگاه تاریخی اهمیت دارد و بقایای باستانی متعددی از تمدن‌های قدیمی در آن یافت شده است. در فوسا، آثار مربوط به دوران روم باستان و همچنین کلیساهای قدیمی مانند کلیسای سنت ماریا آسونتا (Santa Maria Assunta) وجود دارد که گردشگران زیادی را جذب می‌کنند.
این منطقه همچنین به دلیل نزدیکی به شهر لاکویلا، مرکز استان، و قرارگیری در مناظر طبیعی زیبای کوهستانی مشهور است و برخی از ساکنین آن به فعالیت‌هایی مانند کشاورزی و دامداری مشغول هستند. فوسا پس از زلزله ۲۰۰۹ آبروتزو تحت تأثیر قرار گرفت و بازسازی‌هایی در زیرساخت‌ها و بناهای تاریخی آن صورت پذیرفت تا این منطقه همچنان به‌عنوان یکی از نقاط گردشگری منطقه آبروتزو حفظ شود.